# ティナ (路面電車車両)
ティナ（TINA）はスイスの鉄道車両メーカーであるシュタッドラー・レールが開発・展開する路面電車車両。車内全体がバリアフリーに適した低床構造となっている超低床電車で、愛称は「完全統合型低床動力車」を意味するドイツ語（Total Integrierter Niederflurantrieb）の略称である。

## 概要
2020年にシュタッドラー・レールが発表した、路面電車向けの超低床電車。同社が開発した主電動機を始めとする小型の走行機器を搭載しており、ボギー台車が設置されている部分を含めた車内全体が段差のない低床構造になっている。この台車は車体に固定されているものに加え、旋回可能な構造も選択可能になっている。また、車内も通路の幅が広くとられている他、広い寸法がとられた窓や乗り心地を重視した座席が設けられている。車両の生産はスイスのブスナングにある工場で行われる。

## 導入

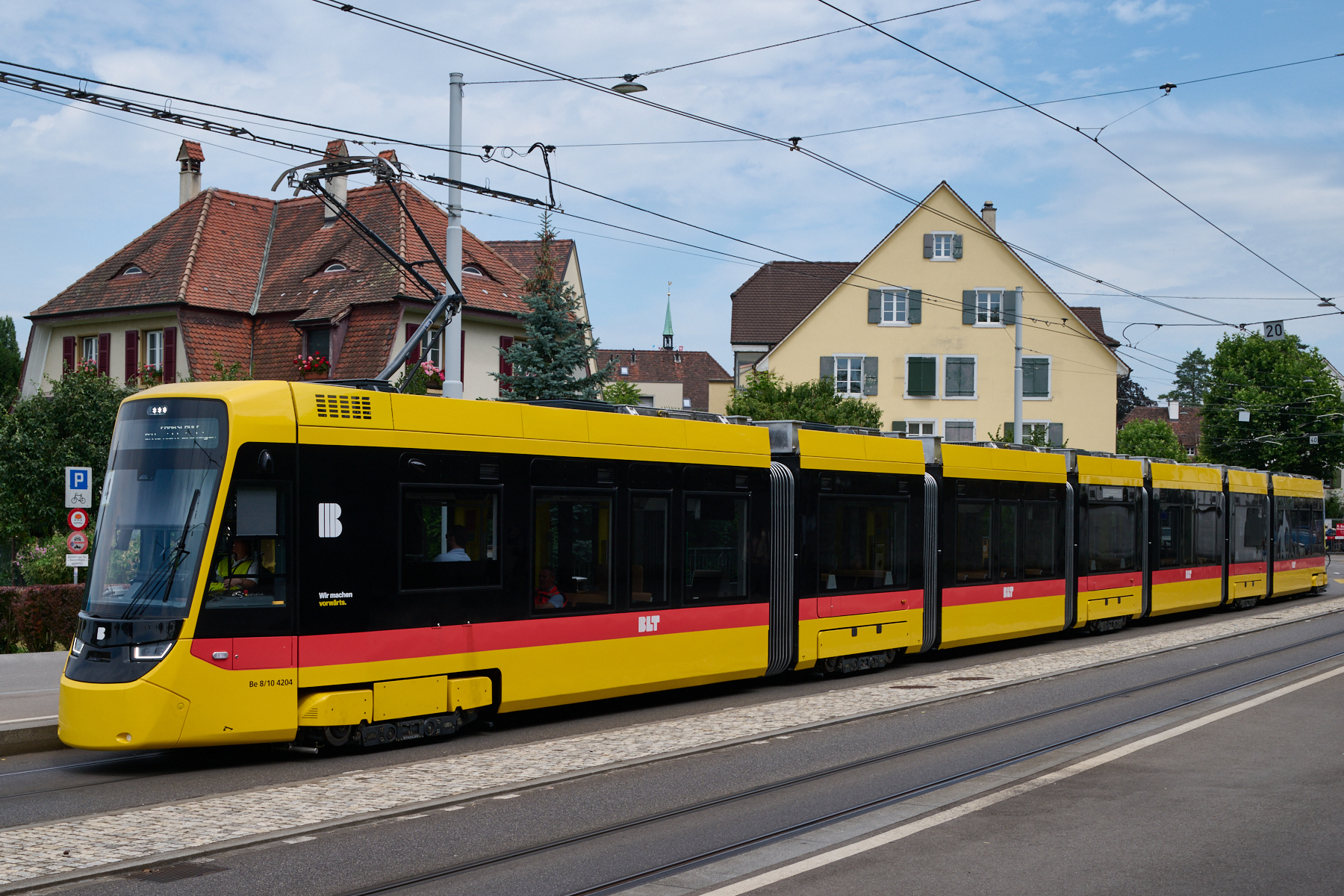
スイス：バーゼル （2024年撮影）
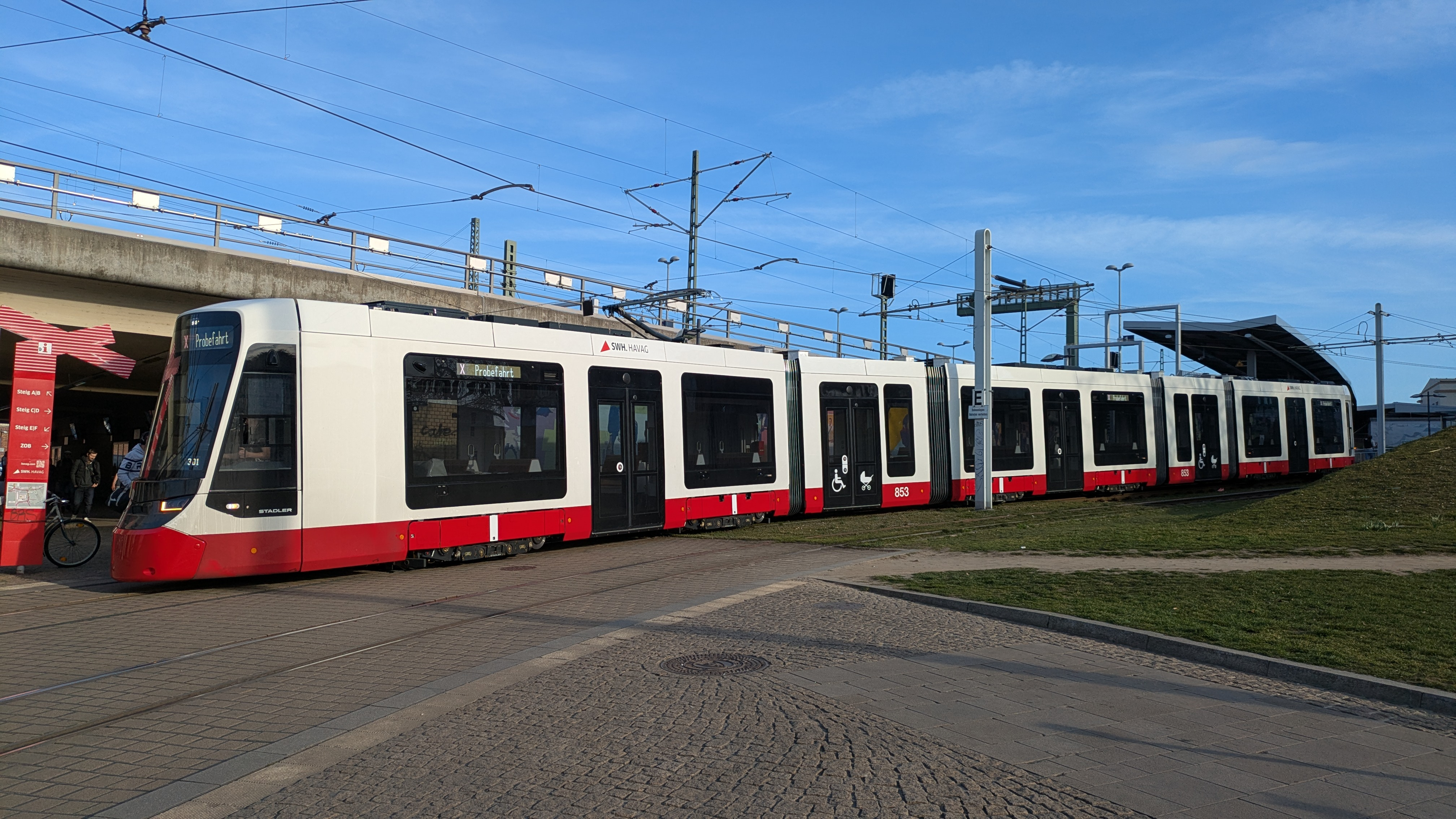
ドイツ：ハレ （2025年撮影）

2020年にドイツ・ダルムシュタット（ダルムシュタット市電）向け車両の受注を獲得して以降、「ティナ」はドイツを含めたヨーロッパ各国の路面電車の運営事業者との導入契約が多数交わされている。そのうちダルムシュタット市電向けの車両については、2022年に実施されたイノトランスで初の一般公開が行われている。2023年時点で「ティナ」が運用されている、もしくは導入予定が存在する路面電車路線は以下の通りである。
| ティナ 導入都市・形式一覧 | ティナ 導入都市・形式一覧               | ティナ 導入都市・形式一覧 | ティナ 導入都市・形式一覧 | ティナ 導入都市・形式一覧 | ティナ 導入都市・形式一覧  | ティナ 導入都市・形式一覧        |
| 国                        | 都市                                    | 編成                      | 運転台                    | 全長                      | 両数                       | 備考・参考                       |
| ------------------------- | --------------------------------------- | ------------------------- | ------------------------- | ------------------------- | -------------------------- | -------------------------------- |
| ドイツ                    | ダルムシュタット (ダルムシュタット市電) | 5車体連接車               | 片運転台                  | 43,950mm                  | 25両(予定)                 | 形式名:ST15 2023年以降導入予定   |
| ドイツ                    | ロストック (ロストック市電)             | 3車体連接車               | 片運転台                  | 32,000mm                  | 28両(予定)                 | 2024年以降導入予定               |
| ドイツ                    | ハレ (ハレ市電)                         | 3車体連接車               | 片運転台                  | 30,000mm                  | 39両(予定)                 | 形式名:MGT-M 2024年以降導入予定  |
| ドイツ                    | ハレ (ハレ市電)                         | 5車体連接車               | 片運転台                  | 45,000mm                  | 17両(予定)                 | 形式名:MGT-XL 2024年以降導入予定 |
| ドイツ                    | ゲーラ (ゲーラ市電)                     | 5車体連接車               | 片運転台                  | 43,000mm                  | 6両＋オプション3両(予定)   | 2026年以降導入予定               |
| スイス                    | バーゼル (バーゼルラント交通)           | 7車体連接車               | 片運転台                  | 45,500mm                  | 25両(予定)                 | [ 10 ] [ 11 ]                    |
| オランダ                  | デン・ハーグ (ハーグ市電)               | 3車体連接車               | 片運転台                  | 36,500mm                  | 56両＋オプション44両(予定) | 2026年以降導入予定               |

- スイス：バーゼル
（2024年撮影）
- ドイツ：ハレ
（2025年撮影）